# St. Louis
 For alternative betydninger, se STL.
St. Louis er den næststørste by i delstaten Missouri, som ligger ved Mississippifloden på grænsen til Illinois. I 2013 havde byen 318.416 indbyggere, mens det sammenhørende metropolområde Greater St. Louis havde 2,9 millioner indbyggere.
I 1965 blev navnet "Porten til Vesten" bogstaveligt talt slået fast, da man byggede den 200 meter høje jernbue ved vandkanten af Mississippi-floden, der står som en kæmpe port fra havet og et symbol på gæstfrihed. St. Louis er især kendt for dens bryggeri Anheuser-Busch, der laver Budweiser. Økonomien i St. Louis er præget af service, produktion, handel, godstransport og turisme.
Byens højere læreanstalter, bl.a. Washington University og St. Louis College of Pharmacy har tiltrukket et voksende antal medicinalvare- og dataindustrier.
Byen har igennem årene fostret musiklegender som Chuck Berry, Tina Turner og Miles Davis. St. Louis er hjemsted for to professionelle sportshold: St. Louis Cardinals, en af de mest succesfulde Major League Baseball-klubber og St. Louis Blues i National Hockey League.

## Historie
Byen blev grundlagt i 1764 af den franske pelsjæger og pelshandler Pierre Laclède. Han grundlagde en handelsstation. Dengang lå byen i Louisiana-territoriet, der var under spansk kontrol; dog var de fleste indbyggere franskmænd. I 1803 solgte Napoleon Louisiana-territoriet til USA, og i 1804 udgik Lewis og Clark-ekspeditionen fra St. Louis.
Under den store udvandring mod vest kom mængder af nybyggere gennem byen, der var kendt som det sidste civiliserede sted inden ødemarken. Byen fik hurtigt tilnavnet "Porten til Vesten", i dag symboliseret ved byens vartegn, The Gateway Arch, som står der, hvor Laclède grundlagde sin pelshandel. Den bebyggelse, der opstod omkring handelsstationen, blev kaldt Lacledes Landing, og den havde kun tre gader, La Grande Rue, Rue d'Eglise og Rue des Granges. Området findes lidt nord for Gateway Arch, og de tre gader hedder i dag 1st Street, 2nd Street og 3rd Street. I dag findes her mange restauranter og beværtninger.
Tæt ved Gateway Arch findes også en af USA's ældste katolske domkirker og den første domkirke vest for Mississippi, The Basilica of St. Louis de France fra 1834. Fra 1874 stammer Eads Bridge, den første bro over Mississippifloden.
Det gamle domhus fra 1839 var ikke byens første. Det oprindelige domhus var fra 1826, men  eksisterer ikke. Domhuset fra 1839 eksisterer derimod fortsat, men det anvendes ikke længere som domhus. I dag er bygningen museum. Mens domhuset fungerede, blev der ført mange retssager, og mest kendt er sagerne vedrørende Dred Scott fra 1840'erne og Virginia Louisa Minor fra 1870'erne.

## Musik
Saint Louis er hjemsted for det verdensberømte St. Louis Symphony orkester. Jazzlegenden Miles Davis voksede op i byen.
I 1904 var byen vært for en verdensudstilling. Den blev afholdt i anledning af 100-året for "Louisiana-købet" og var den første verdensudstilling med elektrisk lys. I dag huskes udstillingen formodentlig bedst for sangen "Meet me in St. Louis" fra musicalen af samme navn fra 1944. I dag er St. Louis nok mest kendt for sin blues musik.